# کلیسای ملی

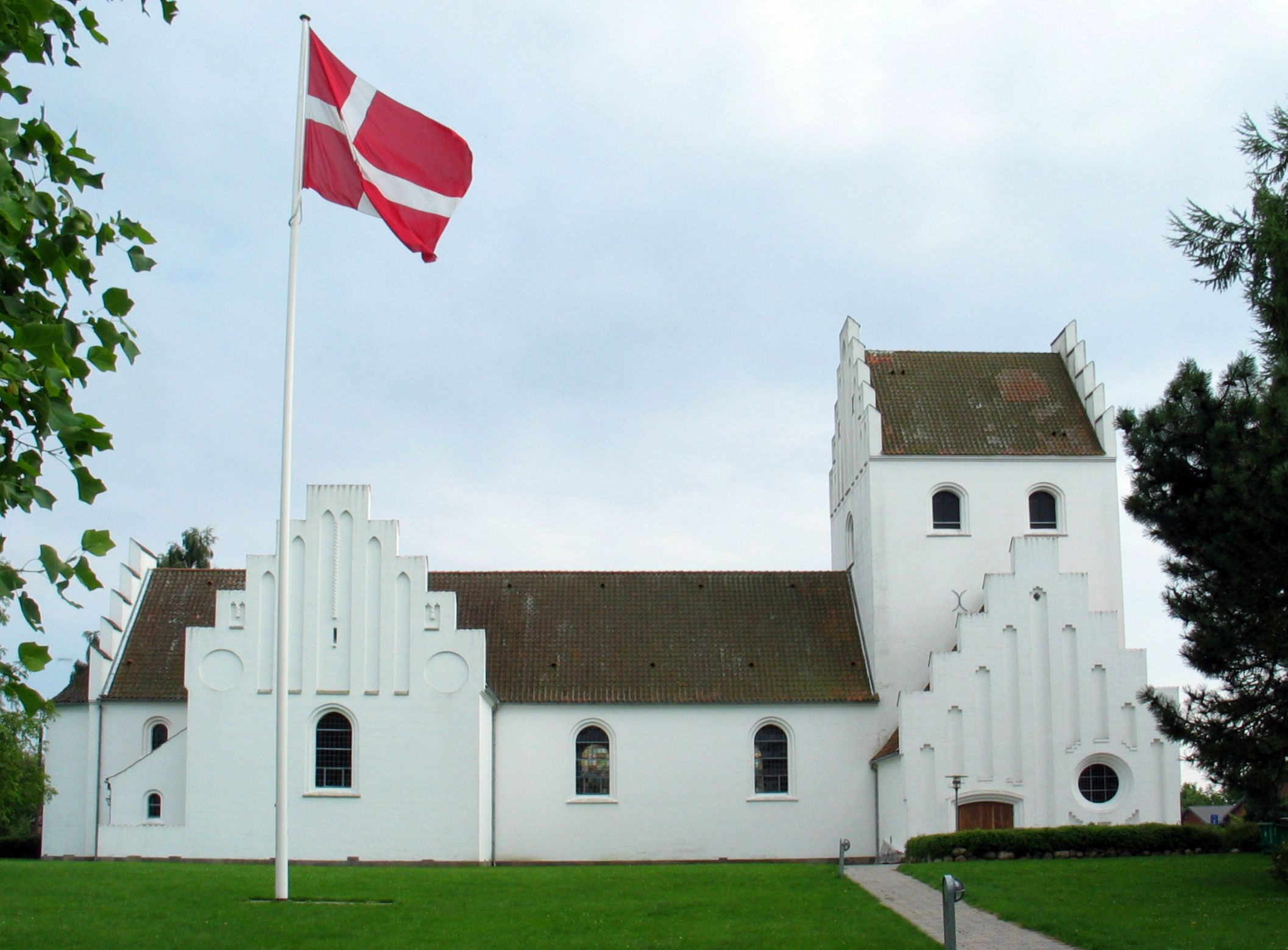
یک کلیسای محلی متعلق به کلیسای دانمارک در حومه کپنهاگ، همراه با پرچم دانمارک در گورستانش

کلیسای ملی کلیسایی مسیحی است که مختص یک قومیت یا دولت ملی است. این ایده طی قرن نوزدهم و همزمان با پیدایش ملی‌گرایی نوین پدید آمد.

## کشورها و مناطق دارای کلیسای ملی
| کشور          | کلیسای ملی                                         | مذهب                     | %                          |
| ------------- | -------------------------------------------------- | ------------------------ | -------------------------- |
| ارمنستان      | کلیسای حواری ارمنی                                 | ارتدکس مشرقی             | ۹۲٫۵٪ (۲۰۱۷)               |
| بلغارستان     | کلیسای ارتدکس بلغارستان                            | ارتدکس شرقی              | ۵۹٫۵٪ (۲۰۱۱)               |
| قبرس          | کلیسای قبرس                                        | ارتدکس شرقی              | ۸۹٫۱٪ (۲۰۱۱)               |
| دانمارک       | کلیسای دانمارک                                     | لوتری                    | ۷۴٫۷٪ (۲۰۱۹)               |
| انگلستان      | کلیسای انگلستان                                    | انگلیکان                 | ۴۷٫۰٪ (۲۰۰۸، همراه با ولز) |
| استونی        | کلیسای انجیلی لوتری استونی                         | لوتری                    | ۹٫۹۱٪ (۲۰۱۱)               |
| اتیوپی        | کلیسای ارتدکس توحیدی اتیوپی                        | ارتدکس مشرقی             | ۴۳٫۵٪ (۲۰۰۷)               |
| جزایر فارو    | کلیسای جزایر فارو                                  | لوتری                    | ۷۹٫۷٪ (۲۰۱۹)               |
| فنلاند        | کلیسای انجیلی لوتری فنلاند                         | لوتری                    | ۶۹٫۸۳٪ (۲۰۱۸)              |
| گرجستان       | کلیسای ارتدکس گرجی                                 | ارتدکس شرقی              | ۸۳٫۴٪ (۲۰۱۴)               |
| آلمان         | کلیسای انجیلی در آلمان کلیسای کاتولیک              | پروتستان کاتولیک رومی    | ۲۵٫۴٪ (۲۰۱۸) ۲۷٫۷٪ (۲۰۱۷)  |
| یونان         | کلیسای یونان                                       | ارتدکس شرقی              | ۹۰٪ (۲۰۱۷)                 |
| ایسلند        | کلیسای ایسلند                                      | لوتری                    | ۶۵٫۱۵٪ (۲۰۱۹)              |
| ایتالیا       | کلیسای کاتولیک رومی                                | کاتولیک رومی             | ۷۸٪ (۲۰۱۸)                 |
| لتونی         | کلیسای انجیلی لوتری لتونی                          | لوتری                    | ۳۴٫۲٪ (۲۰۱۱)               |
| لیختن‌اشتاین   | کلیسای کاتولیک رومی                                | کاتولیک رومی             | ۷۵٫۹٪ (۲۰۱۰)               |
| مقدونیه شمالی | کلیسای ارتدکس مقدونیه                              | ارتدکس شرقی              | ۶۴٫۴٪ (۲۰۱۱)               |
| نروژ          | کلیسای نروژ                                        | لوتری                    | ۶۹٫۹۱٪ (۲۰۱۸)              |
| رومانی        | کلیسای ارتدکس رومانی                               | ارتدکس شرقی              | ۸۱٫۹٪ (۲۰۱۱)               |
| روسیه         | کلیسای ارتدکس روسیه                                | ارتدکس شرقی              | ۷۱٪ (۲۰۱۷)                 |
| اسکاتلند      | کلیسای اسکاتلند                                    | کالوینی                  | ۲۲٪ (۲۰۱۸)                 |
| صربستان       | کلیسای ارتدکس صربی                                 | ارتدکس شرقی              | ۸۴٫۵۹٪ (۲۰۱۱)              |
| سوئد          | کلیسای سوئد                                        | لوتری                    | ۶۰٫۹٪ (۲۰۱۶)               |
| تووالو        | کلیسای تووالو                                      | کالوینی                  | ۹۱٪+ (۲۰۱۲)                |
| اوکراین       | کلیسای ارتدکس اوکراین کلیسای ارتدکس یونانی اوکراین | ارتدکس شرقی کاتولیک شرقی | ۴۳٫۹٪ (۲۰۱۹) ۳۰٫۹٪ (۲۰۱۶)  |

## اقوام دارای کلیسای ملی
| کشور         | گروه     | کلیسای ملی            | مذهب         |
| ------------ | -------- | --------------------- | ------------ |
| مصر          | قبطی‌ها   | ارتدکس قبطی           | ارتدکس مشرقی |
| سوریه- ترکیه | آرامی‌ها  | کلیسای ارتدکس سریانی  | ارتدکس مشرقی |
| آشور         | آشوری‌ها  | کلیسای آشوری مشرق     | کلیسای مشرق  |
| آشور         | آشوری‌ها  | کلیسای باستانی مشرق   | کلیسای مشرق  |
| آشور         | آشوری‌ها  | کلیسای کاتولیک کلدانی | کاتولیک شرقی |
| سوریه        | آرامی‌ها  | کلیسای سریانی کاتولیک | کاتولیک شرقی |
| لبنان        | مارونی‌ها | کلیسای مارونی         | کاتولیک شرقی |

## نقدها
کارل بارت گرایش «ملی کردن» خدای مسیحی، به ویژه در زمینه کلیساهای ملی که جنگ با سایر ملت‌های مسیحی را در طول جنگ جهانی اول تحریم می‌کرد، به عنوان بدعت محکوم کرد.